# Nokia Lumia 620
Nokia Lumia 620 — смартфон из серии Lumia, разработанный компанией Nokia, анонсирован 5 декабря 2012 года на европейской интернет-конференции LeWebу в Париже.
Аппарат работает под управлением Windows Phone 8 и является смартфоном начального уровня.

## Аппаратное обеспечение
Смартфон снабжён двухъядерным процессором Snapdragon S4 Plus (MSM8227) от Qualcomm, работающим на тактовой частоте 1 ГГц (Архитектура ARMv7), и графическим процессором Adreno 305. Оперативная память — 512 Мб и встроенная память — 8 Гб (слот расширения памяти microSD до 64 Гб). Аппарат оснащен 3,8-дюймовым (96,52 мм соответственно) экраном с расширением 480 x 800 пикселей, то есть с плотностью 245 пикселей на дюйм, выполненный по технологии TFT IPS. В аппарат встроена 5-мегапиксельная камера, которая может снимать HD-видео (720p) с частотой 30 кадров в секунду и фронтальная 0,3-мегапиксельная камера (VGA). Данные передаются беспроводными модулями Wi-Fi (802.11 a/b/g/n), Bluetooth 4.0 и NFC. Встроена антенна стандарта GPS + GLONASS. Аппарат работает от Li-ion аккумулятора емкостью 1300 мА·ч и может проработать в режиме ожидания 330 часов (13.8 дня). Максимальное время разговора в сети 2G: 14,6 ч, разговора в сети 3G: 9,9 ч, в режиме воспроизведения видео: 6 ч. Весит 127 грамм.

## Программное обеспечение
Смартфон Lumia 620 поставляется с предустановленной операционной системой Windows Phone 8 от Microsoft.